# Lelija (biljni rod)
Lelija (lat. Laelia), rod vazdazelenih trajnica epifita iz porodice Orchidaceae. Postoji 23 priznate vrste raširene od Meksika preko Srednje Amerike do tropske Južne Amerike.

## Vrste
1. Laelia albida Bateman ex Lindl.
2. Laelia anceps Lindl.
3. Laelia aurea A.V.Navarro
4. Laelia autumnalis (Lex.) Lindl.
5. Laelia colombiana J.M.H.Shaw
6. Laelia × crawshayana Rchb.f.
7. Laelia elata (Schltr.) J.M.H.Shaw
8. Laelia eyermaniana Rchb.f.
9. Laelia furfuracea Lindl.
10. Laelia gloriosa (Rchb.f.) L.O.Williams
11. Laelia × gouldiana Rchb.f.
12. Laelia halbingeriana Salazar & Soto Arenas
13. Laelia heidii (Carnevali) Van den Berg & M.W.Chase
14. Laelia lueddemannii (Prill.) L.O.Williams
15. Laelia lyonsii (Lindl.) L.O.Williams
16. Laelia marginata (Lindl.) L.O.Williams
17. Laelia moyobambae (Schltr.) C.Schweinf.
18. Laelia × oaxacana Salazar & R.Jiménez
19. Laelia rosea (Linden ex Lindl.) C.Schweinf.
20. Laelia rubescens Lindl.
21. Laelia schultzei (Schltr.) J.M.H.Shaw
22. Laelia speciosa (Kunth) Schltr.
23. Laelia splendida (Schltr.) L.O.Williams
24. Laelia superbiens Lindl.
25. Laelia × tlaxiacoensis Solano & Cruz-García
26. Laelia undulata (Lindl.) L.O.Williams
27. Laelia weberbaueriana (Kraenzl.) C.Schweinf.

## Sinonimi
- Amalia Rchb.
- Amalias Hoffmanns.
- Encabarcenia Archila & Szlach.
- × Encalaelia Archila & Szlach.
- × Schombolaelia Anon.
- Schomburgkia Lindl.